# 瓦西里耶夫斯卡亚农村居民点
瓦西里耶夫斯卡亚农村居民点（俄语：Сельское поселение Васильевское）是俄罗斯联邦沃洛格达州瓦什金斯基区所属的一个农村居民点。其下辖有37个居民点，行政中心为瓦西里耶夫斯卡亚。据2015年统计，该农村居民点的人口为422人。